# Цезарій Збешховський
Цеза́рій Збєшхо́вський (пол. Cezary Zbierzchowski; нар. 3 травня 1975, Серпць, Польща) — польський письменник, автор фантастичних оповідань і романів.

## Біографія
Народився 3 травня 1975 року в місті Серпць Мазовецького воєводства, тут закінчив загальноосвітній ліцей з математично-фізичним профілем. Вищу освіту здобув у Варшавському Університеті на факультеті полоністики, захистив магістерську дисертацію з антропології культури. Працює у Варшаві, у фінансовій компанії. Член Ради Палати електронної економіки (Польща) на термін 2017—2020.

## Творчість
Дебютував 2014 року, в журналі «Ubik Fantastyka», оповіданням «Іншого не буде» (Innego nie będzie). Публікував свої твори у журналах «Нова фантастика» та «Science Fiction, Fantasy i Horror». Брав участь в антологіях фантастичних оповідань: «Без героя» (Bez bohatera, Fantasmagoricon, 2005), «Нове надходить» (Nowe idzie, Powergraph, 2008) і «Science fiction» (Powergraph, 2011). У 2005—2010 роках — автор критичних та публіцистичних текстів на сторінках літературного інтернет-журналу «Creatio Fantastica».
В 2008 році видавництво Fantasmagoricon опублікувало дебютну колекцію коротких оповідань Збєшховського під назвою «Реквієм для ляльок» (Requiem dla lalek). До видання увійшли вісім оповідань, дії в яких відбуваються у світі Rammy, створеному автором. Твори Цезарія Збєшховського характеризуються великою формальною та тематичною різноманітністю, поєднуючи в собі елементи соціологічної фантастики, антиутопії, кіберпанку, жахів, а також релігійної фантастики.
У 2013 році видавництво Powergraph випустило оновлення (у вигляді електронної книги) колекції творів «Реквієм для ляльок» з трьома новими творами: «Сумні парсеки» (Smutek parseków), «Спалення зсередини» (Płonąc od środka) та «Гарсія» (Garcia). У цьому ж році був опублікований науково фантастичний роман під назвою «Голокост F», події у котрому також відбуваються у світі Rammy. У 2018 році «Голокост F» був перекладений і опублікований в Україні видавництвом Жупанського. До українського видання також увійшли оповідання: «Іншого не буде», «Місце на дорозі», «Монета», «Склянка лімфи», «Безлюддя», «Сумні парсеки».

## Твори
- Оповідання:

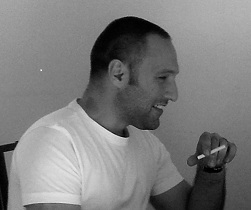
Цезарій Збєшховський. 2013

  - «Іншого не буде» (Innego nie będzie) — «Ubik Fantastyka» 5(1)/2004 — березень 2004
  - «Реаліс» (Realis) — «Nowa Fantastyka» 10/2004 — жовтень 2004
  - «Монета» (Moneta) — антологія «Без героя» (Bez bohatera), співавтор — жовтень 2005
  - «Безлюддя» (Bezludzie) — «Nowa Fantastyka» 12/2005 — грудень 2005
  - «Бестіарій» (Bestiariusz) — «Nowa Fantastyka» 6/2006 — червень 2006
  - «Склянка лімфи» (Limfy szklanka) — «Science Fiction, Fantasy i Horror» 10/2006 — серпень 2006
  - «Спалення зсередини» (Płonąc od środka) — антологія «Нове надходить» (Nowe idzie), співавтор — серпень 2008
  - «Місце на дорозі» (Miejsce na drodze) — збірка творів «Реквієм для ляльок» (Requiem dla lalek) — жовтень 2008
  - «Містер Вигадка» (Mr Fiction) — збірка творів «Реквієм для ляльок» — жовтень 2008
  - «Реквієм для ляльок» — збірка творів «Реквієм для ляльок» — жовтень 2008
  - «Сумні парсеки» (Smutek parseków) — збірка творів «Наукова фантастика» (Science fiction) — листопад 2011
  - «Гарсія» (Garcia) — збірка творів «Реквієм для ляльок» (еКнига) — липень 2013
  - «Роза вітрів» (Róża wiatrów) — «Nowa Fantastyka» 7/2014 — липень 2014
  - «П'ятдесят частин Квентіна» (Pięćdziesiąt kawałków Quentina) — «Fantastyka Wydanie Specjalne» 2/2016 — квітень 2016
  - «Гарне місто» (Dobre Miasto) — антологія «Загорожа» (Przedmurze), співавтор — листопад 2016
- Романи:
  - «Голокост F» (Holocaust F) — «Powergraph», 2013

## Опубліковані книги
- 2008 — збірка оповідань «Реквієм для ляльок» (Requiem dla lalek), «Fantasmagoricon»
- 2013 — роман «Голокост F» (Holocaust F), «Powergraph»

## Переклади українською
- Цезарій Збєшховський. Голокост F = Holocaust F / пер. з пол.: І. Шевченко, О. Шевченко; передмова В. Арєнєва. — Київ : Видавництво Жупанського, 2018. — 408 с. — (Амальгама) — ISBN 978-966-2355-97-0.

## Відзнаки та нагороди
- Нагорода в конкурсі Орсона Скотта Карда журналу «Nowa fantastyka» за оповідання «Реаліс»
- Нагорода в конкурсі «Налякай себе та нас» (Przestrasz siebie i nas) журналу «Nowa fantastyka» за оповідання «Бестіарій»
- 2013 — Номінація Меморіальної премії імені Януша Зайделя за роман «Голокост F»[2]
- 2014 — Премія «Сфінкс» у категорії «Польський роман року» за роман «Голокост F»[3]
- 2014 — Премія «Прожектор» (пол. Reflektor) журналу «Нова фантастика» за роман «Голокост F»[4]
- 2014 — Премія ім. Єжі Жулавського за роман «Голокост F»[3]